# Дмитрівка (Вільногірська міська громада)
Дми́трівка — село в Україні, у Вільногірській міській громаді Кам'янського району Дніпропетровської області. Населення за переписом 2001 року складало 270 осіб. У 2024 році - 211 осіб. Колишній центр Дмитрівської сільської ради.

## Географія
Село Дмитрівка знаходиться біля джерел річки Домоткань, примикає до села Мар'янівка. Річка в цьому місці пересихає, на ній зроблена невелика загата. Поруч проходить автомобільна дорога Т 0423.

## Населення

### Мова
Розподіл населення за рідною мовою за даними перепису 2001 року:
| Мова       | Кількість | Відсоток |
| ---------- | --------- | -------- |
| українська | 248       | 91.85%   |
| російська  | 17        | 6.30%    |
| білоруська | 4         | 1.48%    |
| угорська   | 1         | 0.37%    |
| Усього     | 270       | 100%     |